# Statoreattore
Lo statoreattore, anche detto dinamogetto (termine ora in disuso), in inglese ramjet, è un motore a reazione e concettualmente il più semplice esoreattore. Lo statoreattore riduce la complessità del turbogetto semplice eliminando il compressore e, di conseguenza, la turbina che deve trascinarlo, grazie alla velocità stessa del velivolo la quale comprime l'aria entrante nella presa d'aria. Come conseguenza, lo statoreattore non è in grado di funzionare a punto fisso (cioè fermo rispetto all'aria) e ha cattive prestazioni a basse velocità a causa del basso rapporto di compressione ricavato dalla presa d'aria.

## Storia
Il primo studio sullo statoreattore di cui si ha notizia fu condotto dallo scienziato francese René Lorin che pubblicò la sua teoria nel 1913. Nel 1915 l'inventore ungherese Albert Fonó propose all'esercito austro-ungarico un proiettile di artiglieria accoppiato a uno statoreattore. In questo modo il proiettile poteva essere sparato da un cannone a una velocità relativamente bassa e proseguire spinto dallo statoreattore aumentando così il raggio di azione. Dopo la fine della prima guerra mondiale, tornò sull'argomento depositando nel 1928 un brevetto per l'applicazione di uno statoreattore a un velivolo, così come il francese René Leduc.
In Germania Hellmuth Walter incominciò a studiare modelli di statoreattori a partire dal 1934, ma solo dalla primavera del 1937 riuscì a ottenere l'interesse e il supporto dell'RLM. Durante la seconda guerra mondiale la Hellmuth Walter Kommanditgesellschaft sviluppò e provò al banco diversi modelli di statoreattore (spesso accoppiati a motori a razzo) che, però, non raggiunsero la fase di produzione a causa della fine della guerra. Parallelamente, sotto la guida di Eugen Sänger, furono provati a bassa velocità e installati su alcuni velivoli appositamente modificati alcuni modelli di statoreattore, ma anche questi non andarono oltre lo stadio di prototipo.
Anche in Unione Sovietica, dopo la pubblicazione nel 1928 degli studi di Boris Sergeevič Stečkin nel campo della propulsione a reazione, furono costruiti diversi modelli di statoreattore che vennero provati su proiettili di artiglieria modificati. Tra il 1933 e il 1935 il gruppo di Yuri Pobedonostsev riuscì a raggiungere velocità di Mach 2. Agli inizi della seconda guerra mondiale furono provati anche modelli con propulsione ibrida (razzo/statoreattore) e alcuni statoreattori a combustibile liquido installati a bordo di vari tipi di aeroplani da addestramento e caccia appositamente modificati il cui sviluppo venne però abbandonato quando la tecnologia del motore turbogetto si mostrò più matura.
Dopo la seconda guerra mondiale René Leduc continuò lo sviluppo del suo progetto che portò, il 21 aprile 1949, al volo del Leduc 0.10, il primo velivolo spinto da uno statoreattore.

## Principio di funzionamento

Schema di funzionamento di uno statoreattore.

Il principio di funzionamento dello statoreattore è lo stesso del motore a reazione tradizionale. L'aria esterna entra in una presa dinamica o presa d'aria e viene compressa e miscelata con il combustibile, per passare poi nella camera di combustione e quindi venire espulsa dalla parte posteriore attraverso un ugello di scarico, a velocità superiore a quella di entrata.
Quando l'aria entra in questo tipo di motore a reazione, anche se il velivolo procede a velocità supersonica, viene rallentata a velocità subsonica a causa della particolare geometria dei condotti, conformati per generare un sistema di urti obliqui. Nell'attraversamento di tali settori del motore la velocità del flusso diminuisce, solitamente sino a Mach 0,3, mentre aumenta la pressione producendo così, in base al principio di Bernoulli, la cosiddetta compressione dinamica. Ad alta velocità questo processo può essere molto efficiente e può comprimere abbastanza aria, quindi sufficiente ossigeno (ossidante o comburente), per permettere una combustione efficace nel motore.
Lo statoreattore è costruito appositamente per sfruttare questo effetto di compressione attraverso una progettazione accurata della forma della presa d'aria. In pratica, non avendo organi mobili, questo tipo di motore può essere descritto come un lungo tubo a sezione variabile. Lo statoreattore non contiene grandi parti in movimento e pertanto è più leggero di un motore turbofan. Risulta pertanto molto indicato per quelle applicazioni che richiedono un motore semplice e piccolo per raggiungere alte velocità.
Rispetto al turboreattore, lo statoreattore ha eliminato la turbina e il compressore. Ciò permette di realizzare temperature di combustione più elevate e di conseguenza velocità di efflusso più elevate. L'eliminazione del compressore è resa possibile dal fatto che la pressione di ristagno all'uscita della presa d'aria è già a un livello che permette una ottima sfruttabilità cinetica dell'energia. È possibile infatti utilizzare in tal caso un ugello supersonico essendo il rapporto di espansione p06/pu maggiore del rapporto p06/pcr (con p06 si è indicata la pressione totale a valle della turbina) e avere un rendimento dell'ugello e una velocità di efflusso molto elevati.
L'elevata pressione in camera è dovuta alla elevata pressione dinamica dell'aria: questo motore infatti, non avendo il compressore, può funzionare solo se la velocità relativa fra aria e velivolo è elevata al punto da generare una notevole pressione dinamica.
Importante è il ruolo svolto dalla presa d'aria che ha il compito di "recuperare" l'energia cinetica posseduta dall'aria con la massima efficienza. Una presa d'aria a elevata efficienza permette di realizzare in camera di combustione una pressione pari quasi alla pressione di ristagno dell'aria entrante.
In uno statoreattore ideale la pressione di ristagno si mantiene costante e uguale a quella ambiente in tutto il motore.

## Velocità di volo

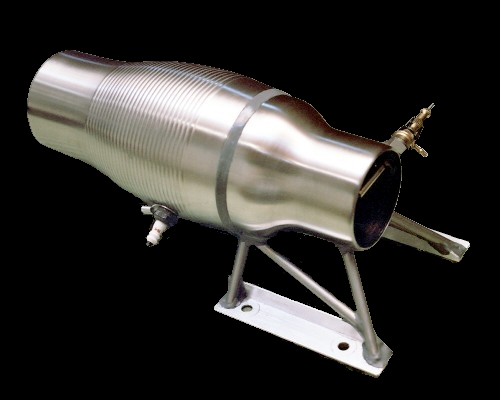
Statoreattore.

Lo statoreattore è poco prestante a velocità subsoniche, infatti per poter entrare in funzione deve essere spinto ad alte velocità. Per renderli utilizzabili su un ampio spettro di velocità come avviene per i motori turboventola, cioè per permettere loro di poter passare da velocità subsonica a supersonica e di venire utilizzati a quote basse così come a quelle alte, si rendono necessari molti interventi progettuali che comporterebbero la perdita dei vantaggi tipici di questa formula di motori. In pratica gli statoreattori funzionano solamente in un intervallo attorno alla velocità e alla quota per le quali sono stati progettati. In tale intervallo gli statoreattori superano sempre in prestazioni gli equivalenti motori turbogetto tradizionali. Nei confronti dei motori a razzo sono più efficienti per quello che riguarda il consumo di combustibile.
Il limite superiore di applicazione di questo tipo di propulsore è fissato all'incirca a Mach 6, più che dalla resistenza dei materiali alle elevate temperature (che si autolimitano in parte, grazie agli effetti di ionizzazione dell'aria che assorbono calore), dall'elevata temperatura dell'aria in ingresso nella camera di combustione, la quale, aumentando la velocità, è progressivamente aumentata e sempre meno soggetta a un aumento significativo ulteriore a effetto della combustione; quindi il getto è accelerato in proporzione in maniera sempre meno incisiva.
Il limite inferiore invece dipende in larga parte dalla progettazione aerodinamica della presa d'aria, la quale deve fornire l'adeguato rapporto di compressione.
La riprogettazione del motore con forme diverse, e a bocca dinamica diversamente conformata, immaginando però un utilizzo completamente ed esclusivamente in campo ipersonico, ha ovviato in parte agli effetti di riscaldamento. Tale motore pur analogo allo statoreattore convenzionale è detto Scramjet, che si potrebbe definire statoreattore per campo ipersonico.

## Applicazioni

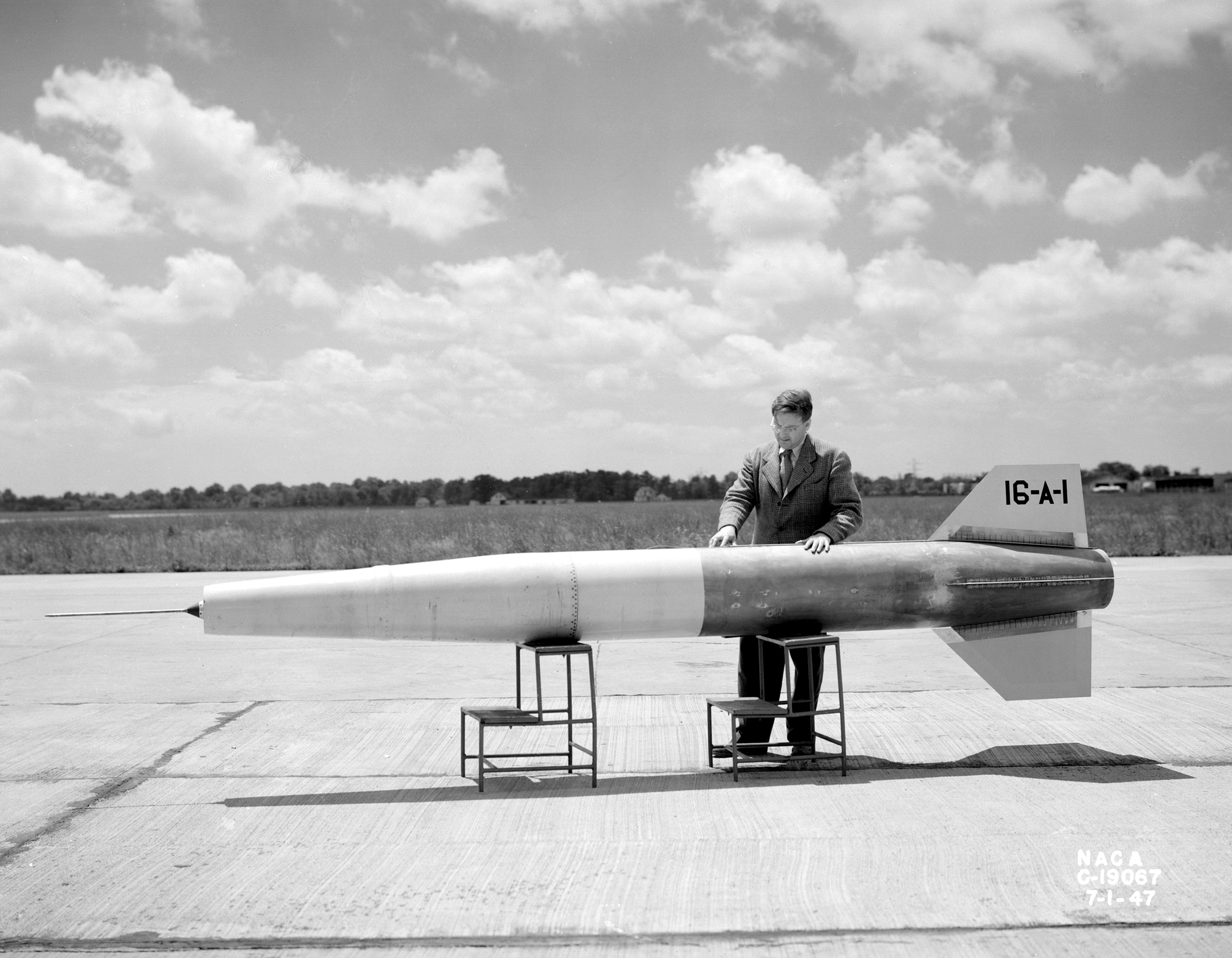
Ramjet nel 1947.

Gli statoreattori hanno trovato largo impiego quali motori per missili. In questo caso vengono spinti alla velocità supersonica operativa da un motore a razzo oppure vengono trasportati a queste velocità da un altro velivolo, quasi sempre un caccia. Attualmente gli statoreattori sono stati rimpiazzati da piccoli motori turboventola o da motori a razzo. Una variante dello statoreattore è il motore a ciclo combinato che intende superare le limitazioni insite nello statoreattore puro. Un esempio di questo motore è rappresentato dal motore ATR (air turboramjet o turbostatoreattore) che funziona come un normale turboventola alle velocità subsoniche e come statoreattore a velocità supersoniche.
Un'altra variante dello statoreattore puro è il Pratt & Whitney J58, un autoturboreattore installato su SR-71 Blackbird (e sui vari prototipi). Questo tipo di motore è un turbogetto semplice circondato da uno statoreattore. I due motori funzionano a seconda della posizione delle valvole dei condotti di ammissione dell'aria.
Un altro motore sviluppato sullo statoreattore è il motore ATREX. Sviluppato in Giappone utilizza idrogeno liquido come combustibile con una particolare configurazione a ventola singola. L'idrogeno liquido viene pompato attraverso uno scambiatore di calore posto nella presa d'aria. In questo modo avviene simultaneamente il raffreddamento dell'aria entrante e il riscaldamento dell'idrogeno. Il raffreddamento dell'aria è un fattore critico per raggiungere una efficienza ragionevole. L'idrogeno prosegue il suo cammino raggiungendo un secondo stadio dello scambiatore di calore. Questo è posto nella camera di combustione dove il carburante viene ulteriormente riscaldato e trasformato, nuovamente, in un gas ad altissima pressione. Il gas a questo punto viene fatto passare attraverso le estremità della ventola fornendo così l'energia che permette il movimento della ventola a velocità inelevata o subsonica. Dopo questo stadio il gas viene miscelato con l'aria e passa nella camera di combustione dove la miscela viene combusta.